# Senado Consultivo (Chile)
El Senado Consultivo de 1814 fue una asamblea unicameral chilena, creada el 17 de marzo de ese año, mediante el Reglamento para el Gobierno Provisorio de 1814. Corresponde al segundo senado de la historia institucional de Chile.
Estaba compuesta por 7 integrantes, todos del bando patriota, elegidos por la figura del Director Supremo, a partir de una propuesta realizada por la Junta de Corporaciones. Sus miembros tenían la calidad de Senadores y la duración en sus cargos era de dos años. El Senado Consultivo de 1814 contaba un Presidente y un Secretario, que debían ser renovados cada cuatro meses.
El tratamiento que recibían los Senadores era de "Señoría" y antes de iniciar labores como tales, debían realizar el juramento de fidelidad y sigilo, en manos del Director Supremo.

## Facultades y atribuciones
- Habrá un Senado compuesto de siete individuos que se elegirán por el Excmo. señor Director de la propuesta en terna que le hará la Junta de Corporaciones.

- Al efecto, ésta elegirá veintiún individuos de las calidades necesarias para aquella magistratura, y los pasará en lista al Supremo Gobierno para el nombramiento de los siete Senadores.

- La duración de estos será la de dos años: al cabo de ellos se elegirán cuatro en los mismos términos que ahora se haga la de todos, y al año siguiente los tres restantes; debiendo salir primero los más antiguos

- De este cuerpo será elegido uno Presidente y otro Secretario, variándose cada cuatro meses por nuevas elecciones.

- Su asiento en funciones públicas será inmediato al Excmo. señor Director, y concurrirán sólo el presidente y Secretario.

- Su servicio será sin más sueldo que la gratitud de la Patria.

- La policía interior de la sala de este cuerpo en su despacho será la misma que tuvo el antiguo Senado, y juntos tres de sus vocales por ausencia o cualesquier impedimento de los demás, podrán hacer sus acuerdos.

- Su tratamiento en cuerpo será de Señoría y en particular ninguno; y antes de entrar en posesión de sus empleos, deberán hacer el juramento de fidelidad, sigilo, etc., en manos del Excmo. Supremo Director.

Capítulo DEL SENADO CONSULTIVO, Reglamento para el Gobierno Provisorio de 1814 

## Senadores
A partir de la propuesta de la Junta de Corporaciones, el Director Supremo coronel Francisco de la Lastra nombró a los siguientes senadores como miembros del Senado Consultivo de 1814:
- José Antonio de Errázuriz Madariaga (presidente)
- José Ignacio Cienfuegos
- Camilo Henriquez
- José Miguel Infante
- Manuel Salas
- Gabriel Tocornal
- Francisco Ramón Vicuña